# Вірусні захворювання
Вірусні захворювання — хвороби рослин, тварин та людини, які виникають внаслідок проникнення в їхні клітини і розвитку там різних вірусів, які являють собою дрібні форми життя, що містять молекулу нуклеїнової кислоти, носія генетичної інформації, оточену захисною оболонкою з білків. Вірус розмножується, живлячись вмістом клітини, у підсумку чого вона витрачає свій енергетичний потенціал, руйнується і гине.
За епідеміологічними ознаками вірусні захворювання, як і захворювання, які спричинюють бактерії, найпростіші тощо, поділяють на:
- антропонозні, тобто ті, на які хворіє лише людина (наприклад, поліомієліт, кір);
- зоонозні, які звичайно циркулюють серед тварин, але можуть бути передані від них до людини (наприклад, сказ, каліцивірусна інфекція).

## Вірусні інфекції за механізмом зараження

#### Повітряно-краплинне зараження
- Грип
- Парагрип
- Риновірусна інфекція
- Респіраторно-синцитіальна інфекція
- Бокавірусна інфекція
- Метапневмовірусна інфекція
- Кір
- Епідемічний паротит
- Краснуха
- Інфекційна еритема
- Дитяча розеола
- Вітряна віспа
- Інфекційний мононуклеоз
- Тяжкий гострий респіраторний синдром
- Коронавірусна хвороба 2019
- Цитомегаловірусна інфекція
- Простий герпес

#### Фекально-оральне зараження
- Ротавірусна інфекція
- Гепатит А та Е
- Поліомієліт
- Гастроентерит, спричинений іншими вірусами

#### Контактне зараження
- Сказ
- Гарячка Ласса
- Хвороба, яку спричинює вірус Ебола
- Хвороба, яку спричинює вірус Марбург
- Геморагічна гарячка з нирковим синдромом
- Хантавірусний легеневий синдром
- Ящур

#### Зараження через кровосисних комах (трансмісивне)
- Кліщовий енцефаліт
- Енцефаліт Повассан
- Хвороба К'ясанурського лісу
- Крим-Конго геморагічна гарячка
- Омська геморагічна гарячка
- Колорадська кліщова гарячка
- Жовта гарячка
- Гарячка денге
- Японський енцефаліт
- Гарячка Західного Нілу
- Чікунгунья
- О'ньйонг'ньйонг
- Гарячка Рифт Валлі
- Гарячка паппатачі
- Гарячка Росс Рівер
- Гарячка Сіндбіс
- Хвороба, яку спричинює вірус Маяро
- Енцефаліт долини Муррея
- Енцефаліт Сент-Луїс
- Енцефаліт Росіо
- Енцефаліт Ла Кросс
- Каліфорнійський енцефаліт
- Гарячка Буньямвера
- Гарячка Оропуш

#### Гемоконтактні та такі інфекції, які передаються статевим шляхом
- ВІЛ--інфекція
- Гепатит B, гепатит C і гепатит D
- Цитомегаловірусна інфекція
- Герпес простий[2]

#### Інфекції, які можуть передаватися трансплацентарно
(пренатальний і перинатальний періоди):
- Простий герпес
- Краснуха
- Цитомегаловірусна інфекція
- ВІЛ-інфекція
- Гепатит В
- Герпес новонароджених[3]

## Діагностика вірусних хвороб
За потреби специфічної діагностики, існують імунологічні та молекулярно-біологічні методи дослідження для виявлення антигенів або антитіл. Зазвичай, виявляються специфічні антитіла проти вірусу, але вони з'являються лише за кілька днів після інфікування. Антитіла IgM вказують на нещодавню інфекцію, антитіла IgG можуть вказувати на хронічну інфекцію або наявний імунітет після перенесеної хвороби. Аглютинін можна виявити у разі вірусів кору, епідемічного паротиту, краснухи, грипу та аденовірусної інфекції. ДНК або РНК вірусу також можна виявити за допомогою ПЛР або ПЛР зі зворотною транскрипцією. Залежно від тропності, багато вірусів також здатні розмножуватися в  культурі клітин, де вірус можна оцінити на основі лізису клітин. трансмісійну електронну мікроскопію здебільшого використовують для швидкої діагностики.
Для орієнтовної діагностики іноді можна використовувати визначення прокальцитоніну, який показує лише помірне підвищення (100—1000) у разі вірусної інфекції, але значне збільшення (<10 000) під час бактеріальної інфекції.